# نبرد الملیداء
نبرد الملیداء (۲۴ ژانویه ۱۸۹۱) آخرین جنگ بزرگ در دوره دوم دولت سعودی (امارت نجد) بود. به دنبال مشکلات زکات و دستگیری سالم ابن سبهان امیر امارت رشیدی، رشیدی‌ها همراه قبایل متحد خود (شمر، حرب، الظفیر، المنتفق) برای خاتمه دادن به دولت دوم سعودی و فتح مناطق القصیم و ریاض برنامه‌ریزی کردند. رشیدی‌ها همراه با قبایل عرب متحد خود موفق به پایان دادن به دولت دوم سعودی شدند. به دنبال سقوط دولت دوم سعودی خاندان آل سعود و متحدان (مطیر، عتیبه) آنها به رهبری عبدالرحمن بن فیصل مجبور به فرار شدند.